# Edward Hidalgo

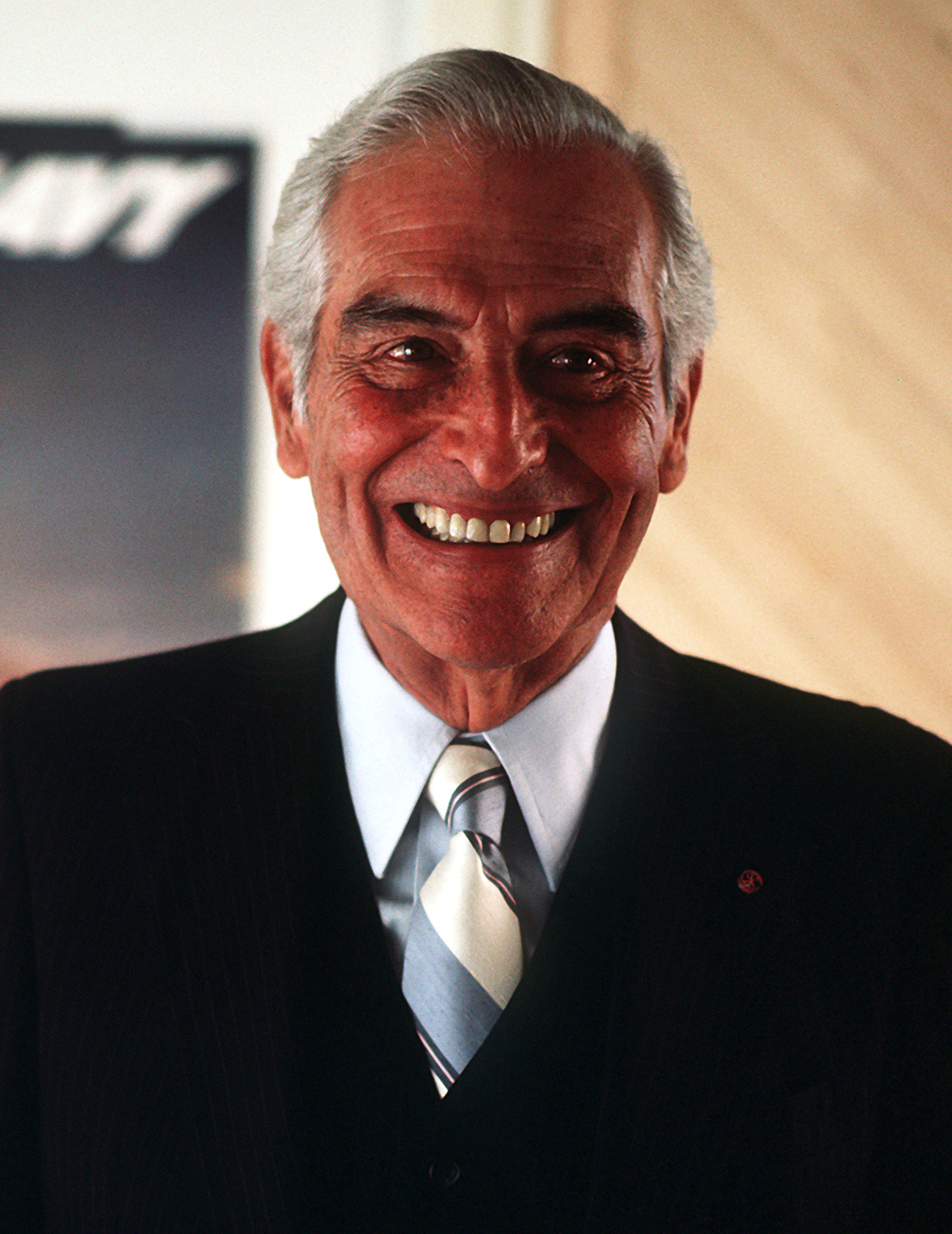
Edward Hidalgo (1986)

Edward Hidalgo (* 12. Oktober 1912 in Mexiko-Stadt als Eduardo Hidalgo; † 21. Januar 1995 in Fairfax, Virginia) war ein US-amerikanischer Jurist und Politiker mexikanischer Herkunft, der von 1979 bis 1981 als Marinestaatssekretär der Vereinigten Staaten amtierte.

## Jurist und Offizier
Der in Mexiko geborene Eduardo Hidalgo kam schon als kleiner Junge in die USA. Seine Eltern ließen sich 1918 in New York nieder; einige Jahre später wurde er US-Staatsbürger und anglisierte seinen Vornamen zu Edward. Nach seiner Schulzeit erwarb er 1933 einen Bachelor-Abschluss am Holy Cross College und 1936 den Juris Doctor an der Columbia Law School. In der Folge arbeitete er von 1936 bis 1937 als Justizangestellter (Law Clerk) am Bundesberufungsgericht für den 2. Gerichtskreis.
Danach war er bis 1942 Partner einer Anwaltskanzlei, ehe er in Staatsdienste trat und zunächst bis 1943 als Rechtsberater für das US-Außenministerium mit Sitz in Montevideo arbeitete. Von 1943 bis 1945 fungierte er dann als Offizier des Luftwaffennachrichtendienstes auf dem Flugzeugträger Enterprise. Während dieser Zeit war er zudem Leutnant der Marinereserve; überdies gehörte er dem Eberstadt Committee an, das dem Marineminister über die Bemühungen zur Zusammenfassung der US-Streitkräfte in einem gemeinsamen Ministerium Bericht erstattete. Für seine Verdienste um die Marine wurde er mit dem Bronze Star und einem Commendation Ribbon ausgezeichnet.
Nachdem er von 1945 bis 1946 noch als Sonderberater des Marineministers tätig gewesen war, kehrte Hidalgo in den Anwaltsberuf zurück. Er wurde Partner der Kanzlei Curtis, Mallet-Prevost, Colt & Mosle und übernahm die Leitung von deren Filiale in seinem Geburtsort Mexiko-Stadt. Dort gründete er 1948 seine eigene Kanzlei mit dem Namen Hidalgo, Barrera, Siqueiros & Torres Landa, deren Seniorpartner er bis 1965 blieb.

## In Regierungsdiensten
Eine kurze Amtszeit als Sonderberater des Marinestaatssekretärs schloss sich bis 1966 an. Danach wurde er erneut Partner einer Anwaltskanzlei, deren Interessen er bis 1972 in Europa vertrat. In der Folge arbeitete er ein weiteres Mal für die Regierung: Von 1972 bis 1973 war er Sonderberater für wirtschaftliche Angelegenheiten beim Direktor der United States Information Agency, ehe er Chefsyndikus (General Counsel) der Behörde wurde. Schließlich berief ihn US-Präsident Jimmy Carter 1977 zum stellvertretenden Secretary of the Navy; am 24. Oktober 1979 übernahm er dann als Nachfolger von W. Graham Claytor die Leitung der Behörde, die er bis zum Ende von Carters Amtszeit am 20. Januar 1981 innehatte. Dabei machte er sich um die verstärkte Rekrutierung von Hispanics für die Marine verdient.
In der Folge war Hidalgo als Firmenanwalt tätig, bis er 1995 in einem Krankenhaus in Fairfax verstarb.